# Савин, Олег Михайлович
Оле́г Миха́йлович Са́вин (24 июля 1933, Ленинградская область — 3 июля 2009, Пенза) — российский писатель, поэт, литературовед и краевед, журналист; кандидат филологических наук (1979), член Союза журналистов СССР — России (с 1958), член Союза писателей СССР — России (с 1977), заслуженный работник культуры Российской Федерации (1993), лауреат Всероссийской премии им. М. Ю. Лермонтова.

## Биография
Окончил среднюю школу № 2 в г. Пензе в 1950 году, историко-филологический факультет Пензенского государственного педагогического института имени В. Г. Белинского в 1954 году.
Работал в районной газете «Заря коммуны» Городищенского района Пензенской области, в областной газете «Пензенская правда» (1960—1970); старшим редактором литературно-драматических передач Пензенской областной студии ТВ (1971-73).
С 1992 года — заведующий отделом истории и краеведения пензенского областного литературного журнала «Сура».
Член редакционной коллегии и редакционного совета, заведующий редакцией культуры «Пензенской энциклопедии».

## Произведения и работы
Олег Михайлович Савин является автором около 50 книг историко-литературного и краеведческого жанра, в том числе:
- «Пенза литературная» (1977, 1984),
- «Незабываемые страницы» (1978, 1986),
- Диссертация на соискание учёной степени кандидата филологических наук «Литературные связи мордвы Пензенской области» (1979),
- «Ленин и Пензенский край» (1980),
- «…пишу тебе в Пензу» (Пензенская тропинка к Пушкину) (1983),
- «Страницы дружбы и братства» (1988),
- «Судьбы солдатские» (1991),
- «Дело производством прекращено» (1992),
- «Пенза музыкальная» (1994),
- «Слово об Александре Куприне» (1995),
- «Имя гордое — наровчатцы» (2003),
- «Исполняя законы России…» (2004),
- «Пензенское художественное…» (2005),
- «Императоры и губернаторы» (2006),
- «Золотые россыпи Присурья» (2007)[1],
- «Пенза театральная» (2009)[2].

## Награды
- Почётное звание «Заслуженный работник культуры Российской Федерации».
- Памятный знак «За заслуги в развитии города Пензы» (2008)[3].

## Увековечение памяти
С 5 по 8 июня 2010 года в зале абонемента пензенской областной библиотеки имени М. Ю. Лермонтова проходила выставка «Главное в истории — люди…», посвященная Олегу Савину. Экспозиция знакомила посетителей с книгами писателя, среди которых были «Императоры и губернаторы», «Пенза литературная», «Писатели Пензы» и другие.
23 июля 2010 года, накануне 77-летия со дня рождения Олега Савина, на стене дома по улице Попова, 8 в г. Пензе, в котором он долгое время жил и работал, была установлена мемориальная доска и проведён митинг памяти с участием вдовы Олега Савина и пензенских деятелей культуры.